# Pedicia gaudens
Pedicia gaudens är en tvåvingeart som först beskrevs av Alexander 1925.  Pedicia gaudens ingår i släktet Pedicia och familjen hårögonharkrankar. Inga underarter finns listade i Catalogue of Life.